# Musa (Mojżesz)

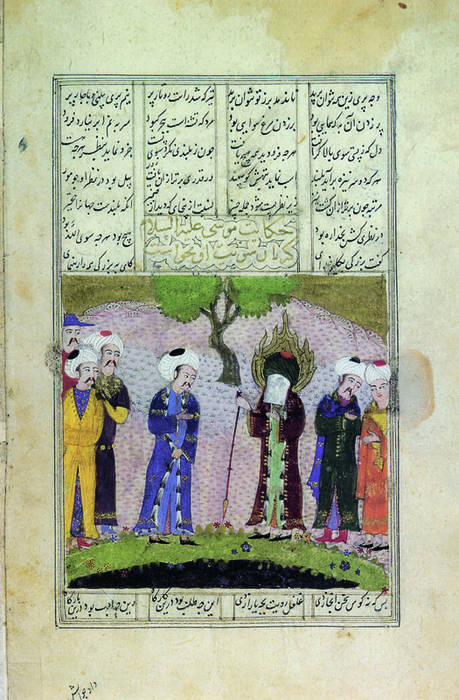
Musa z laską w ręku. XV-wieczna Perska miniatura znajdująca się w Muzeum Książąt Czartoryskich w Krakowie.

Musa (arab. ‏موسى‎; Wyciągnięty z wody) – w Starym Testamencie znany jako Mojżesz, w islamie uważany za proroka, posłańca bożego, prawodawcę oraz przywódcę. Musa jest wymieniany w Koranie więcej razy niż ktokolwiek inny, a jego życie jest opisane szerzej niż innych proroków. Według nauk islamu, każdy muzułmanin musi okazywać wiarę w każdego wymienionego w Koranie proroka (nabi) oraz posłańca (rasul), w tym Mojżesza i jego brata Aarona (Haruna). Koran mówi:

I wspomnij w Księdze Mojżesza, który był szczerze oddany i był prorokiem!
Wezwaliśmy go z prawej strony góry i sprowadziliśmy go blisko dla poufnej rozmowy.
I podarowaliśmy mu, z Naszego miłosierdzia, brata jego Aarona, proroka.

Wielu badaczy i uczonych przypisuje opowieściom o Mojżeszu duchowe podobieństwo do życia Mahometa, ponieważ wiele aspektów ich życia jest podobnych. Muzułmanie uważają również, że Mojżesz przepowiedział nadejście Mahometa, który jest ostatnim prorokiem.